# Длиннопёрый алектис
Длиннопёрый алектис, или вымпельный алект (лат. Alectis ciliaris) — вид лучепёрых рыб из семейства ставридовых.

## Описание

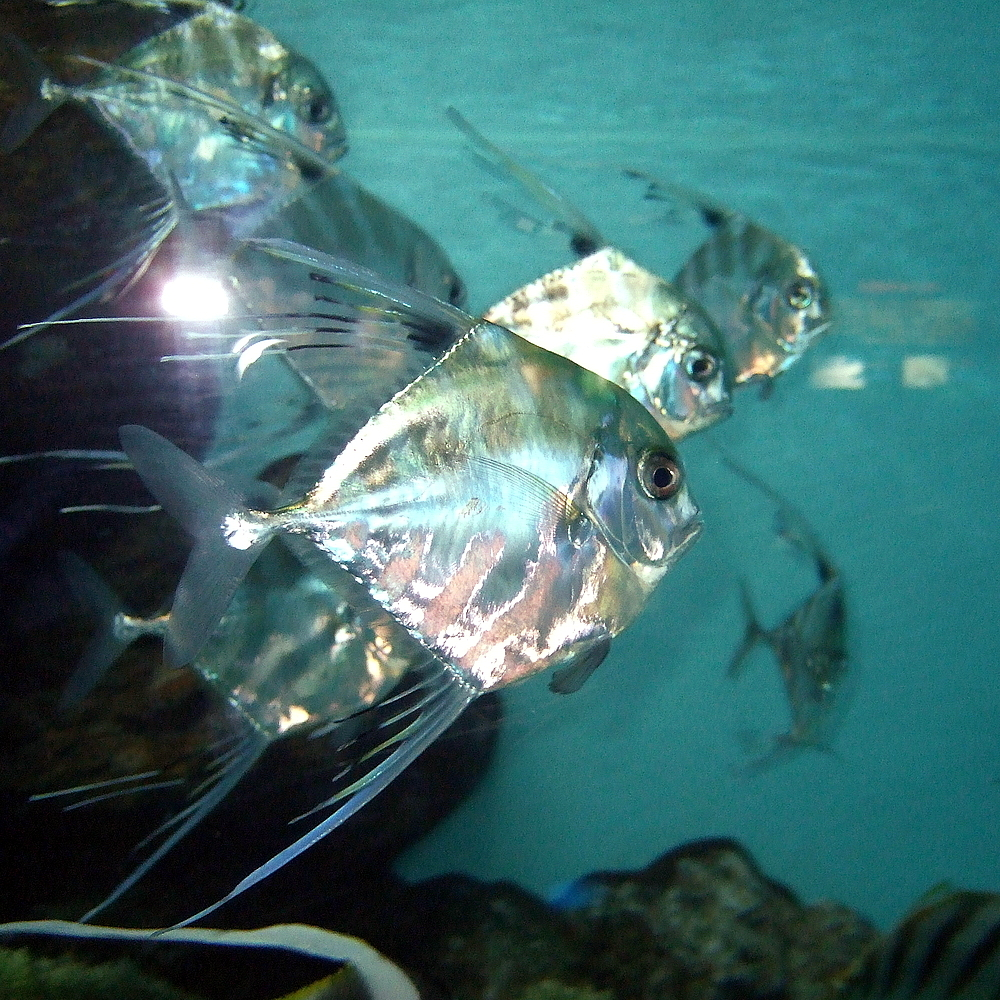
Молодые рыбы

Размер до 130 см, хотя сообщалось о более крупных образцах до 150 см, при максимальной массе до 22,9 кг. Молодые рыбы имеют почти округлую форму. Молодые рыбы характеризуются наличием нитевидных вытянутых отростков лучей спинных и анальных плавников. Длина этих отростков часто превышает длину тела. По мере роста с возрастом они укорачиваются, а затем совсем исчезают.
Тело ромбовидной формы, высокое, сильно сжато с боков. Более или менее целиком покрытое очень мелкой, погруженной в кожу чешуёй. Высота предглазничной кости почти равна диаметру глаза. Щитки на прямой части боковой линии несколько увеличены, костные, колючие. Рот с полосками мелких зубов на челюстях, сошнике, нёбных и языке. Жаберные тычинки умеренной величины. Пилорических придатков 70. Хвостовой стебель узкий, хвостовой плавник широко вильчатый. Первый спинной плавник с 6—7 жёсткими лучами, колючие лучи короткие, исчезают с возрастом. Во втором спинном плавнике 1 колючий и 18—20 мягких лучей. Мягкий спинной и анальный плавники сходны; первые 5—6 лучей каждого из этих плавников удлинены и нитевидные у молодых рыб, затем укорачиваются с возрастом. Колючий луч мягкого спинного плавника отделен от впереди расположенных колючих лучей несколько большим промежутком, чем между этими лучами. Грудные плавники имеют форму серпа.
Голова и тело серебристо-серого цвета, нижняя часть тела и брюхо серебристо-белые. В передней части спинного плавника есть чёрное пятно.

## Ареал
Широко распространен в субтропических и тропических водах океанов — в Атлантическом, Индийском и Тихом океанах: от Восточной Африки до Гавайских островов на всем протяжении материкового шельфа.

## Биология
В целом биология изучена слабо. Бентопелагические рыбы. Взрослые особи ведут придонный одиночный образ жизни. Держатся среди коралловых рифов и подводных скал. Питаются ракообразными и рыбами. Молодь обычно в поверхностных слоях воды возле плавающих водорослей.